# Гребінник прямий
Гребінник прямий, або гравілат алепський, (Geum aleppicum) — вид квіткових рослин родини розові (Rosaceae), поширений у Євразії та Північній Америці (Канада, США, Мексика).

## Опис
Багаторічна рослина 40–60 см завдовжки. Пелюстки оранжево-жовті, 5–6 мм довжиною, чашолистки коротші, ніж пелюстки. Плоди в яйцюватих головках. Стебла і квітконіжки жорстко-волосисті.

## Поширення
Поширений у Євразії та Північній Америці (Канада, США, Мексика).
В Україні зростає в світлих лісах, серед чагарників — на всій території, спорадично.

## Галерея

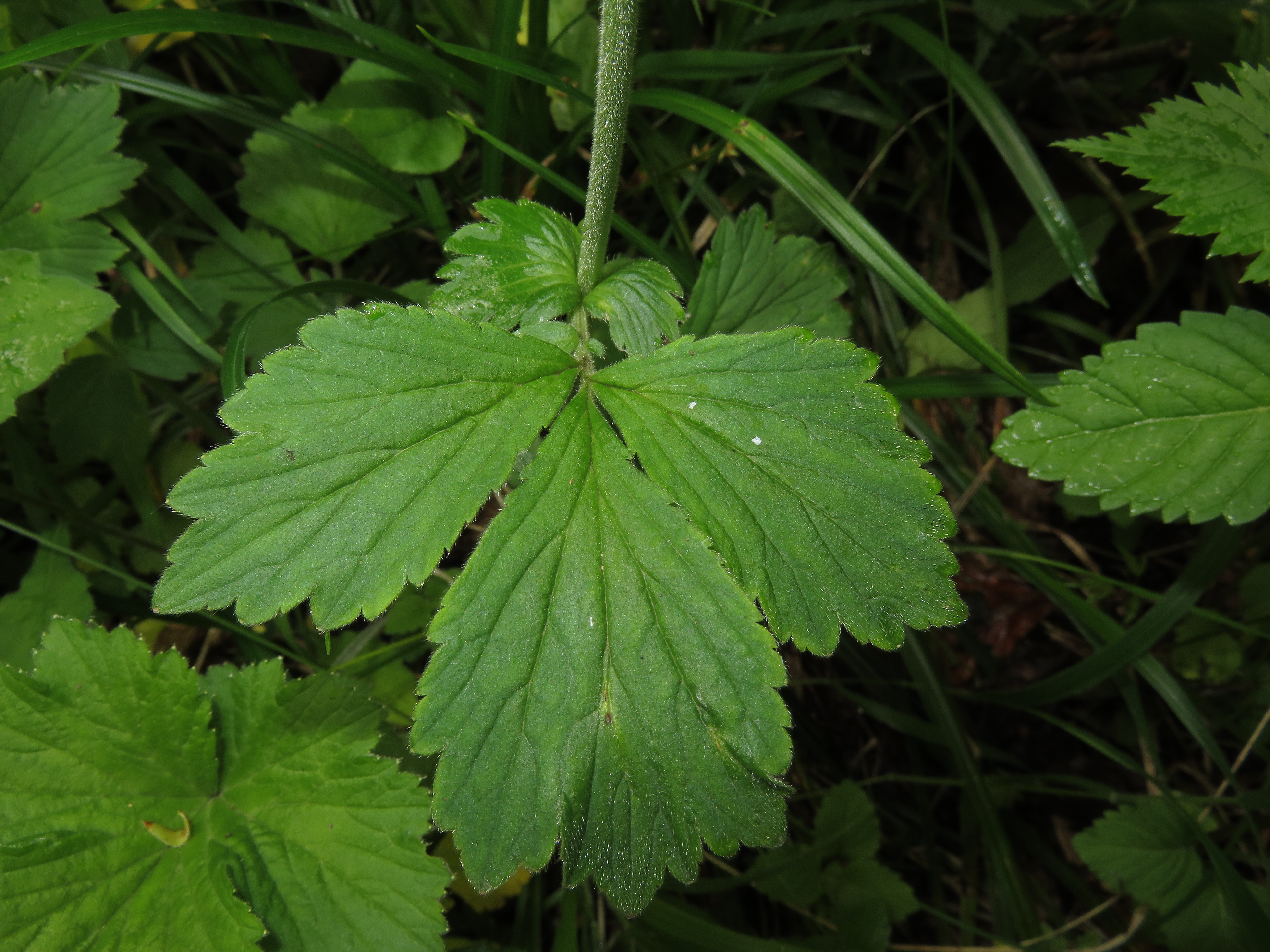
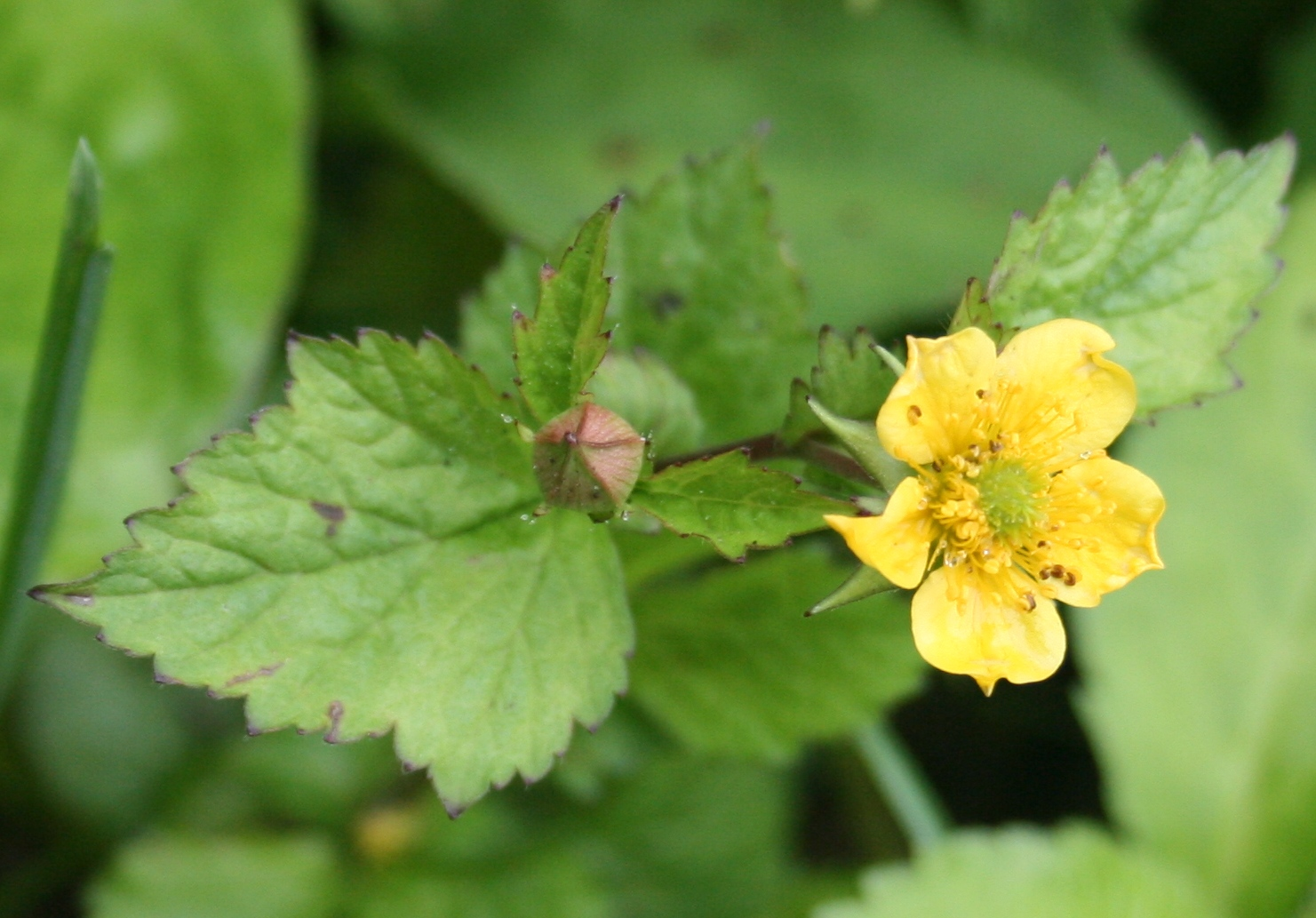